# Zodwa Dlamini
Zodwa Dlamini es una bioquímica sudafricana y vicerrectora adjunta de Investigación de la Universidad Tecnológica de Mangosuthu, investigadora de oncología molecular. Es exvicepresidenta del Consejo de Investigación Médica de Sudáfrica y es miembro del Consejo de Asesores Científicos del Centro Internacional de Ingeniería Genética y Biotecnología. 

## Trayectoria
Dlamini nació en la costa norte de KwaZulu-Natal. Trabajó como secretaria administrativa en salud provincial antes de comenzar una licenciatura en Farmacia. Ella no estaba contenta y cambió a Bioquímica y Microbiología, obteniendo títulos de licenciatura en la Universidad del Cabo Occidental. Se mudó a la Universidad de Natal para obtener su maestría y doctorado.  
Después de su doctorado, Dlamini regresó a la Universidad del Cabo Occidental como becaria postdoctoral en oncología molecular. En 2002 se unió a la Universidad de Witwatersrand, donde estudió la toxicidad de la cerveza tradicional africana. En 2007 fue galardonada con un premio de oportunidad de investigación del Instituto Nacional del Cáncer. Se unió a la Universidad de Limpopo como profesora asociada en 2014.
Fue nombrada directora de la dirección de investigación de la Universidad Tecnológica de Mangosuthu en 2015. En julio de 2017, Dlamini fue confirmada como miembro del Consejo de Asesores Científicos del Centro Internacional de Ingeniería Genética y Biotecnología. Es profesora visitante en la Universidad de Brístol.
Dlamini está preocupada por la educación dentro de la comunidad local y apoya a las escuelas en contabilidad, matemáticas y física. Ella cree que la Universidad Tecnológica de Mangosuthu puede mejorar la vida de las personas en Umlazi. Es miembro del comité directivo del grupo de educación STEM de la Academia de Ciencias de Sudáfrica.
En 2017, dirigió una delegación de científicos de la Universidad Tecnológica de Mangosuthu al Instituto de Tecnología de Dublín. Está interesada en la medicina de precisión. Dlamini ha contribuido con dos libros sobre el cáncer, incluidos los tratamientos inmunoterapéuticos actuales en el cáncer de colon y los extractos herbales de Sudáfrica como agentes quimiopreventivos potenciales: detección de actividad de empalme anticancerígeno. Su investigación actual analiza el microAdN anormal en los cánceres asociados con el VIH. El proyecto recibió varios millones durante tres años del Consejo de Investigación Médica de Sudáfrica.